# 赫伯特·克鲁格
赫伯特·克鲁格（德語：Herbert Krug，1937年6月21日—2010年11月1日），德国男子马术运动员。他曾代表西德参加1984年夏季奥林匹克运动会马术比赛，获得团体盛装舞步赛金牌和个人盛装舞步赛第五名。